# Kostenstruktur
Unter Kostenstruktur (englisch cost structure) wird in der Betriebswirtschaftslehre der Anteil bestimmter Kostenarten an den Gesamtkosten eines Unternehmens verstanden.

## Allgemeines
Teil der betriebswirtschaftlichen Finanzanalyse ist die Untersuchung der Kapitalstruktur und der Vermögensstruktur. Die Kapitalstruktur und die Vermögensstruktur sind in der Bilanzanalyse Gegenstand betriebswirtschaftlicher Kennzahlen. Das gilt auch für die Kostenstruktur, die insbesondere auf Kostenarten und auf Kostenabhängigkeiten angewandt wird. Kostenstrukturen können nicht nur für ein ganzes Unternehmen, sondern auch für dessen Organisationseinheiten wie Abteilungen, Costcenter, Kostenstellen, Nebenkostenstellen, Profitcenter oder Servicecenter ermittelt werden.

## Arten
Erkenntnisobjekt zur externen Analyse der Kostenstruktur ist die Gewinn- und Verlustrechnung, unternehmensintern wird die Kostenrechnung (Kostenartenrechnung) herangezogen.
Kostenarten
Untersucht wird bei der Kostenstruktur, welche Kostenart den größten Anteil an den Gesamtkosten eines Unternehmens hat. Als Kostenarten kommen insbesondere Abschreibungen, Kapitalkosten, Lagerkosten, Lohnkosten (Arbeitskosten, Personalkosten), Materialkosten oder Zinsaufwand in Frage. Danach ergibt sich als betriebswirtschaftliche Kennzahl die Kostenstruktur {\displaystyle K_{s}} beispielsweise bei den Abschreibungen {\displaystyle A} durch die Gegenüberstellung mit den Gesamtkosten {\displaystyle K_{g}}
{\displaystyle K_{s}={\frac {A}{K_{s}}}}.
Machen die Abschreibungen beispielsweise mehr als 40 % der Gesamtkosten aus, handelt es sich um ein anlagenintensives Unternehmen, bei dem die Anlagen, Maschinen und/oder die Betriebs- und Geschäftsausstattung im Produktionsprozess von Bedeutung sind. Bei anlagenintensiven Unternehmen betragen die Abschreibungen mindestens 40 % der Gesamtkosten. Hierzu gehören unter anderem Automobilhersteller, Eisenbahnunternehmen, Flugzeugbau oder Schiffbau. Berücksichtigt man lediglich die Abschreibungen auf Maschinen, so wird die Produktionsstruktur maschinenintensiv genannt. Ob anlageintensive Betriebe auch abschreibungsintensiv sind, hängt von deren Investitionsneigung, Nutzungsdauer der Anlagen, Abschreibungsmethode und von der Eigenart des Umlaufprozesses (Durchlaufzeit des Materials oder Produktionsprozess im Mehrschichtbetrieb) ab.
Lohnintensiv oder arbeitsintensiv sind alle Unternehmen, bei denen die Lohnkosten den höchsten Anteil an den Gesamtkosten ausmachen. Hierzu zählen Dienstleistungsunternehmen, feinmechanische und optische Industrie.
Kapitalintensiv heißen Unternehmen, bei denen Eigen- und/oder Fremdkapital und damit auch die Kapitalkosten von großer Bedeutung sind (Energieversorgungsunternehmen, Fluggesellschaften, öffentlicher Personennahverkehr, Papierherstellung oder Petrochemie). Bei vorratsintensiven Unternehmen dominieren die Lagerkosten (Einzelhandel, Großhandel), bei materialintensiven die Materialkosten.
Kostenabhängigkeiten
Kostenabhängigkeiten geben den relativen Anteil der Fixkosten und variablen Kosten an den Gesamtkosten wieder. Ein Unternehmen ist fixkostenlastig, wenn seine Fixkosten den höchsten Anteil an den Gesamtkosten ausmachen. Hierzu gehört im Regelfall der Dienstleistungssektor (insbesondere Bankwesen, Versicherungswesen) mit seinen dominierenden Arbeitskosten, sofern es sich um Zeitlohn handelt.

## Wirtschaftliche Aspekte
Meist herrscht bei Kostenstrukturen ein Produktionsfaktor vor, was an dessen Faktorkosten ablesbar ist. Beim vorherrschenden Faktor Arbeit sind es die Arbeitskosten, bei Kapital die Kapitalkosten oder bei Werkstoffen das Fertigungsmaterial (Materialkosten). Die Kostenstrukturanalyse liefert Informationen über die Zusammensetzung der Gemeinkosten (Fixkosten) eines Unternehmens, um zu verdeutlichen, welche Kostenkategorien etwa 80 % der Gesamtkosten ausmachen. Dabei ist der Schwellenwert von 80 % auf das Paretoprinzip zurückzuführen.
Unternehmen mit gleichartiger Kostenstruktur gehören oft demselben Wirtschaftszweig an. Hier hat das Kostenmanagement oder das Controlling die Aufgabe, Kostensenkungen insbesondere bei den dominierenden Kostenarten anzustreben. Eine spezifische Form stellt das Fixkostenmanagement dar. Maßnahmen, die auf eine Veränderung der Kostenstruktur abzielen, haben in erster Linie die Umwandlung von Fixkosten in variable Kosten zum Ziel. Dadurch kann erreicht werden, dass die Gewinnschwelle sinkt und damit auch das Risiko schwankender Kapazitätsauslastung bei Unterbeschäftigung abnimmt.
Durch die Just-in-time-Produktion können Lagerkosten gesenkt werden, bei der Entscheidung zu Eigenfertigung oder Fremdbezug geht es um die Fertigungstiefe und damit um die Höhe der Herstellungskosten. Beide Produktionsprozesse wirken sich somit auf die Kostenstruktur aus.